# Jane Eaglen
Jane Eaglen (* 4. April 1960 in Lincoln/Lincolnshire) ist eine englische Opernsängerin (dramatischer Sopran).
Eaglen hatte ab dem fünften Lebensjahr Klavierunterricht. Als sie sechzehn Jahre alt war, empfahl ihr ihr Klavierlehrer eine Gesangsausbildung, die sie von 1978 bis 1984 am Royal Northern College of Music bei Joseph Ward absolvierte. 1984 debütierte sie an der English National Opera London, wo sie u. a. als Leonore in Il trovatore, als Donna Elvira im Don Giovanni, als Sinaida in Gioachino Rossinis Mosè in Egitto, als Micaela in Carmen, als Santuzza in Cavalleria rusticana und 1990 in der Titelrolle der Tosca zu hören war.
1988 gastierte sie in Australien an der Western Australian Opera und an der Opera of Queensland in Perth. An der Covent Garden Opera trat sie 1989 in der Zauberflöte und als Berta in Rossinis Il barbiere di Siviglia auf. An der Scottish Opera in Glasgow sang sie 1991 die Brünnhilde in Wagners Walküre. Als Mathilde in Rossinis Guillaume Tell trat sie 1991 am Grand Théâtre de Genève und im Folgejahr an der Covent Garden Opera auf.
An der Münchner Staatsoper sang sie 1992 die Donna Anna und am Théâtre de la Monnaie in Brüssel die Elena in Rossinis La donna del lago. Von 1993 bis 1995 war sie an der Wiener Staatsoper als Norma und als Brünnhilde zu hören, 1994 trat sie als Brünnhilde in der Walküre an der Mailänder Scala auf. An der Oper von Seattle und bei den Festspielen von Ravenna trat sie 1994 als Norma auf. 1995 sang sie in Chicago und in San Francisco die Brünnhilde in Die Walküre, 1996 hatte sie in Chicago die Rolle im gesamten Ringzyklus.
Ihr Debüt an der Metropolitan Opera hatte Eaglen 1995 als Fata Morgana in Sergei Prokofjews Die Liebe zu den drei Orangen. Bei den Salzburger Festspielen gastierte sie 1996 als Rezia in Webers Oberon. Bei einer konzertanten Aufführung des dritten Aktes der Walküre bei den Proms übernahm sie 1989 die Partie der Sieglinde. An der Mailänder Scala sang sie die Brünnhilde 1997 in Siegfried und 1998 in der Götterdämmerung. Als Isolde in Wagners Tristan und Isolde trat sie 1998 mit Ben Heppner an der Oper von Seattle auf. Sie wiederholten ihren Auftritt 1999 an der Metropolitan Opera. Heute (Stand: 2024) unterrichtet Jane Eaglen am New England Conservatory of Music in Boston.